# Artbrothers Kraxentrouga

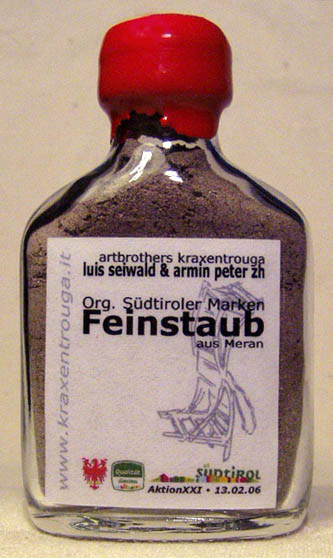
Original Südtiroler Markenfeinstaub, 2006

Die ARTbrothers kraxentrouga sind ein italienisches Aktionskünstler-Duo aus Südtirol. Sie begreifen Kunst als „raumbezogenes Event“ und als „sozialen Akt“.

## Geschichte
Luis Seiwald (* 17. Juni 1969 in Bruneck)  absolvierte seine Ausbildung an der Kunstakademie in Urbino. Er unterrichtet Kunst am Kunstgymnasium in Bruneck. Er arbeitet in den Bereichen Grafik, Malerei, Keramik, Schmuck, Land-Art, Performance- und Aktionskunst, künstlerische Projektarbeit mit Jugendlichen. Seit 1995 beschäftigt er sich mit der Kunstrichtung „Energy-Art“ mit über 220 Urnensetzungen auf dem gesamten Globus, von Kalifornien, Südafrika, Russland bis Kathmandu. Er lebt in Gsies (Südtirol).
Armin Mutschlechner (* 20. Juni 1969 in Meran)  ist gelernter Kunstschlosser. Künstlerische Schwerpunkte liegen in den Bereichen Fotografie, Grafik, Objekte, Konzeptkunst, Arte Povera, Land-Art, Sakrale Kunst, Kupfertreibarbeiten, Medaillenschneiden,  Performance- und Aktionskunst  und Literatur. Er lebt mit seiner Familie in Mühlbach (Südtirol).
Die ARTbrothers kraxentrouga bezeichnen sich als Begründer einer Kunst- und Stilrichtung kraxart. 2011 riefen sie den Alternativen Bürgerpreis Südtirol – Die silberne Kraxe ins Leben.

## Aktionen/Ausstellungen
2012
- 1. März 2012 | aktion_azione LVII | BravO I (Video)

2011
- 12. November 2011 | aktion_azione LVI | Sattelber/Brenner (I)
- 7. Oktober 2011 | aktion_azione LV | 21 Prozent | Zum 7. Tag der zeitgenössischen Kunst (I)
- 13. August 2011 | aktion_azione LIV | plombe_plombo X. Das "Dolomythos: Das Museum zum Welt-Naturerbe" wird zum Kunstwerk erklärt". Innichen.
- 23. Mai 2011 | aktion LIII  | Gårtn guggn. Hofburggarten, Brixen.
- 24. Mai 2011 | aktion LII  | Remeber Ai Weiwei. Museion – Museum für moderne und zeitgenössische Kunst/Bozen
- 2011 | aktion LI  | Der alternative Bürgerpreis für Südtirol – „Die silberne Kraxe“. www.buergerpreis.info
- 18. März 2011 | aktion L  | Pa_danti. Künstlerische Ansichten im Rahmen des Preises „Cultura Socialis 2011“. Preisträger Sozialgenossenschaft Assist und der Verein HDS aus Brixen. Bruneck, Michael Pacher Haus
- 4. Februar 2011 | aktion_azione XLIX | plombe_plombo IX pressknödel. Der original Südtiroler Pressknödel wurde zum Kunstwerk erklärt. Gassenwirt, Kiens (I).

2010 
- 20. Dezember 2010 | aktion XLIX  kunst auktion. SKB Kunstauktion 2010. Mit der Ersteigerung einer Plombe, haben Sie die Gelegenheit durch eine Aktion der Kraxentrouga sich selbst oder einen Gegenstand ihrer Wahl zum Kunstwerk zu machen. Ausrufpreis: 300,00 €. Die Plombe wurde vom Gassenwirt in Kiens ersteigert.
- 27. November 2010 | aktion XXXXVIII Cult.urnacht 6. Stadttheater Bozen
- 19. November 2010 | aktion XXXXVII 100% Raus & Stemplepass. One Night II, Hotel Jarolim Brixen
- Oktober 2010 | aktion XXXXVI „heute säen – morgen ernten“. Postwurfsendung mit Kartoffel an die Südtiroler Landesregierung
- 2. Oktober 2010 – 5. Juni 2011 | Kraftwerk Religion –  Über Gott und die Menschen, Beteiligung an der Ausstellung des Deutschen Hygiene-Museums in Dresden
- 1. Oktober 2010 | aktion XXXXV wir nageln. „Nacht des Handwerks“ des Landesverbandes der Handwerker im Konsortium Europapark, Bozen
- 18. August 2010. aktion XXXXIV taschen-edition „lab 09“. Präsentation Galerie Prisma, Bozen

2009
- Dezember. aktion XXXXIII „ plombe nr. VIII“. radio freier fall. die kraxentrouga als studiogäste beim Rai-Sender-Bozen. 4. Dezember 2009, 20-21h
- November. aktion XXXXII.  „wenn die kuhnst am alltag rüttelt“. Performance, 27. November 2009. ca. 18 - 22 Uhr. Museion – Museum für moderne und zeitgenössische Kunst/Bozen
- Oktober. Ausstellung und Katalogpräsentation „dekade eins | 1997 – 2009“. 24. Oktober 2009, 20 h,  Kunstforum Unterland, Neumarkt. Ausstellungsdauer 24. Oktober – 7. November 2009
- Aktion XXXXI, bohrung BBT-zulaufstrecke unterland
- Oktober. aktion XXXX. One Night – Kunstsession im Posthotel Hirsch in Spondinig. 8. – 9. Oktober 2009.
- September/Oktober. aktion XXXIX. die freiheit nehmen Landesausstellung::lab09, Franzensfeste
- Juni. aktion XXXVIII. „ plombe nr. VI“. Gesamtkunstwerk Helga von Aufschnaiter
- Mai. aktion XXXVII. „zum fressen gern - wir tischen auf“. Parkhotel Laurin, Bozen
- April. aktion XXXVI. „Kapuziner Waschtl – Sockel“ Verkauf. Bruneck

2008
- Dezember. aktion XXXV. performance „EI“. Weihnachtsausstellung SKB, Bozen
- Fototermine für Kandidaten der Landtagswahlen 2008. aktion XXXIV
- September/Oktober. aktion XXXIII, performance. lana-art/lana,  20. September & 11. Oktober 2008
- August. aktion XXXII & plombierung.  CAMPO. Kaserne „F. Rossi“, Meran/o, 25. August 2008
- 2008 aktion XXXI. "fastenknödel": "Hungert Pahl (Franz Pahl), laden wir zum Mahl". "Eine tragikomisch-surreal-daddaistische Kunstaktion. Museion – Museum für moderne und zeitgenössische Kunst/Bozen, 23. Juli 2008
- 2008 aktion XXX. „(6x6) x0,2 = 7,2m3 / auf sand gebaut“. Waltherplatz/Bozen, 21. Juli 2008
- 2008 Aktion XXIXa. „mahnwach“. Museion, Museum für Moderne und Zeitgenössische Kunst/Bozen, 23. Juni 2008
- 2008 Landart Toblach, Juni 2008
- 2008 Aktion XXIX. „plombieren III“. Olang Bahnhof, 5. April 2008
- 2008 Aktion XXVIII. „aktien zeichnen“, Stiftung Südtiroler Sparkasse, März 2008

1997–2007
- 2007 Aktion XXVII. „kunstsamen“ anlässlich der Ausstellung „kunstmyststücke“, Bruneck, November/Dezember
- 2007 Aktion XXVI. „meilenstein & plombieren II“. Meilensteingespräche, Sonnenburg/St. Lorenzen. 25. August 2007
- 2007 Aktion XXV. „kunsttreffen“. 10 Jahre Kunstforum Unterland, Neumarkt. 10. Juni 2007
- 2007 Aktion XXIV „grablegung – kunst zu grabe“. Labyrinthgarten Tscherms. 2. April bis 21. Juni 2007
- 2007 Aktion XXIII „klanggarten“. Eine Rilke-Hommage. Stiftung Sparkasse Bozen.  22. März 2007
- 2006 Aktion XXIIa, 1. Ausstellung im Rohbau Museion, Museum für Moderne und Zeitgenössische Kunst (Bozen). 1. September 2006
- 2006 Aktion XXII „danke mama“. Eine Muttertagsaktion. 1. Mai 2006
- 2006 Aktion XXI „Original Südtiroler Markenfeinstaub“ (© kraxart 2006). Meran, 13. März 2006
- 2005 Galerie Prisma, Bozen, „transfer 05“; Aktion XX „beräucherung“, TRAsse „nord-süd“, Museum Ladin, St. Martin/Gadertal; Straßenküche Sand in Taufers
- 2004 Aktion XIX „bergwache I“, Athesis & Art-Technology, Grand Hotel Toblach; Aktion XVIII „eine josephi-performance“, Artcafe Toblach
- 2003 Aktion XIII „mahnwach – kapuziner wascht′l“, Bruneck; Aktion XIV „alte post“, Bruneck; Aktion XV „interjektion“, Staatsgrenze Brenner; Aktion XVI „mahnwache – gruber heide“, Gemeindestube Gsies; Aktion XVII „wir brauchen nix“, Altstadt Bozen
- 2002 Aktion XII „friednsplotz“, Reduktion auf ein Kraxenbrett; Aktion XI „grenzenlous’n“, „kultur ohne grenzen“, Kuratorium für technische Kulturgüter und LURX – Kunst und Kultur am Brenner.
- 2001 Aktion X „mahnwache“, Altes Gericht Welsberg
- 2000 Aktion VIII „30mal30“, Volksbankgalerie Sterzing; Aktion VIX „feuer & wasser“, Schwimmbad Bruneck
- 1999 Aktion VI „see-art“, Vahrnersee; Aktion VII „Schwarzensteinsymposium Gletscherblut“, Kunstmyst, Ahrental
- 1998 Aktion II „interaktive performance“, proklamation der Kunst- und Stilrichtung „kraxART“ mit manifest, Volksbankgalerie Sterzing; Aktion III. „der briXner“; Aktion IV. „landart lungau“, Österreich
- 1997 Aktion 0 „überGehen“, Symposium Gletscherblut, Kunstmyst, Ahrntal; Aktion I „kunst-art – tschumpus“, Performance, Bruneck

## Publikationen
- Katalog „dekade eins | 1997–2009“. 128 Seiten, Hardcover, A4-Format. Verlag A. Weger, Brixen 2009, ISBN 978-88-88910-82-6
- Dokumentation 2009–2010. 32 Seiten, Softcover, A4-Format. Eigenverlag Kraxentrouga 2010
- KUNSTJAHR 2011. Verlag: Lindinger & Schmid